# Sablayan
Sablayan é um município de  primeira classe de renda municipal (d) na província Ocidental Mindoro, nas Filipinas. De acordo com o censo de 1 de maio  de  2020 possui uma população de 92 598 pessoas e 21 709 domicílios.